# ریکی چارلز
ریکی چارلز (انگلیسی: Ricky Charles؛ زادهٔ ۱۹ ژوئن ۱۹۷۵) بازیکن فوتبال بازنشسته اهل گرنادا است.
از باشگاه‌هایی که در آن بازی کرده است می‌توان به اشاره کرد.
وی همچنین در تیم ملی فوتبال گرنادا بازی کرده است.